# Уряд Південного Судану
Уряд Південного Судану — вищий орган виконавчої влади Південного Судану.

## Діяльність
Уряд складається з президента Салва Киїра, віце-президента Ріка Мачара і міністрів. Уряд в країні з'явився в 2005 році на основі Найваської угоди, яким закінчилася Друга громадянська війна в Судані. Більшість міністрів є членами Народної армії звільнення Судану. Уряд розташований в столиці країни — Джубі.

## Голова уряду
- Президент — Салва Киїр Маярдіт (англ. Salva Kiir Mayardit).
- Віце-президент — Табан Денг Гай (англ. Taban Deng Gai).
- Віце-президент — Джеймс Вані Ігга (англ. James Wani Igga).

## Кабінет міністрів
Склад чинного уряду подано станом на 19 січня 2017 року.
| Логотип | Міністерство                                                                                        | Міністр                                                  | Фото | Час на посаді | Час на посаді | Партія | Партія | Вебсайт |
| ------- | --------------------------------------------------------------------------------------------------- | -------------------------------------------------------- | ---- | ------------- | ------------- | ------ | ------ | ------- |
|         | Міністерство вищої освіти, науки і технології                                                       | Ієн Тут (Yien Tut)                                       |      |               |               |        |        |         |
|         | Міністерство внутрішніх справ                                                                       | Майкл Тіангджієк Мут (Michael Tiangjiek Mut)             |      |               |               |        |        |         |
|         | Міністерство водних ресурсів та іригації                                                            | Софія Гай (Sofia A. Gai)                                 |      |               |               |        |        |         |
|         | Міністерство гендеру, дітей і соціального забезпечення                                              | Авут Денг Акуїл (Awut Deng Acuil)                        |      |               |               |        |        |         |
|         | Міністерство гуманітарних акцій і надзвичайних ситуацій                                             | Хуссейн Мар Ніот (Hussein Mar Nyuot)                     |      |               |               |        |        |         |
|         | Міністерство гірничої промисловості                                                                 | Габріель Тхокуй Денг (Gabriel Thokuj Deng)               |      |               |               |        |        |         |
|         | Міністерство екології та лісового господарства                                                      | Джозефін Напвон (Josephine Napwon)                       |      |               |               |        |        |         |
|         | Міністерство енергетики та гребель                                                                  | Дью Маток Діїнг (Dhieu Mathok Diing)                     |      |               |               |        |        |         |
|         | Міністерство загальної освіти                                                                       | Денг Денг Хок (Deng Deng Hoc)                            |      |               |               |        |        |         |
|         | Міністерство земельних ресурсів, житлово-комунального господарства і міського розвитку              | Альфред Ладо Горе (Alfred Lado Gore)                     |      |               |               |        |        |         |
|         | Міністерство закордонних справ                                                                      | Денг Алор Куол (Deng Alor Kuol)                          |      |               |               |        |        |         |
|         | Міністерство інформації, телекомунікацій і пошти                                                    | Майкл Макуей Лует (Michael Makuei Lueth)                 |      |               |               |        |        |         |
|         | Міністерство культури, молоді та спорту                                                             | Надя Ароп Дуді (Nadia Arop Dudi)                         |      |               |               |        |        |         |
|         | Міністерство нафти                                                                                  | Езекіль Лол Гаткут (Ezekiel Lol Gatkuoth)                |      |               |               |        |        |         |
|         | Міністерство оборони і ветеранів                                                                    | Куол Маньянг Джуук (Kuol Manyang Juuk)                   |      |               |               |        |        |         |
|         | Міністерство охорони здоров'я                                                                       | Рієк Гай Кок (Riek Gai Kok)                              |      |               |               |        |        |         |
|         | Міністерство охорони природи та туризму                                                             | Джемма Нуну Кумба (Jemma Nunu Kumba)                     |      |               |               |        |        |         |
|         | Міністерство праці, державної служби і розвитку людських ресурсів                                   | Габріель Дуоп Лам (Gabriel Duop Lam)                     |      |               |               |        |        |         |
|         | Міністерство сільського господарства та продовольчої безпеки (Ministry of Agriculture and Forestry) | —                                                        |      |               |               |        |        |         |
|         | Міністерство тваринництва та риболовлі                                                              | Джеймс Джінга Дуку (James Jenga Duku)                    |      |               |               |        |        |         |
|         | Міністерство торгівлі та промисловості                                                              | —                                                        |      |               |               |        |        |         |
|         | Міністерство транспорту                                                                             | Джон Лук Джок (John Luk Jok)                             |      |               |               |        |        |         |
|         | Міністерство у справах парламенту                                                                   | Пітер Башир Гбанді (Peter Bashir Gbandi)                 |      |               |               |        |        |         |
|         | Міністерство федеральних справ                                                                      | Річард Мулла (Richard K. Mulla)                          |      |               |               |        |        |         |
|         | Міністерство фінансів і економічного планування                                                     | Стівен Дью Дау (Stephen Dhieu Dau)                       |      |               |               |        |        |         |
|         | Міністерство шляхів сполучення та мостів                                                            | Ребекка Джошуа Оквачі (Rebecca Joshua Okwachi)           |      |               |               |        |        |         |
|         | Міністерство юстиції                                                                                | Пауліно Ванавілла Онанго (Paulino Wanawilla Onango)      |      |               |               |        |        |         |
|         | Міністр кабінету міністрів                                                                          | Мартін Еліа Ломоро (Martin Elia Lomoro)                  |      |               |               |        |        |         |
|         | Міністр офісу президента у справах національної безпеки                                             | генерал Обуто Ісаак Мамур Мете (Obuto Issac Mamour Mete) |      |               |               |        |        |         |
|         | Міністр офісу президента                                                                            | Маийк Аиї Денг (Mayik Ayii Deng)                         |      |               |               |        |        |         |